# Lobiger serradifalci
Lobiger serradifalci is een slakkensoort uit de familie van de Oxynoidae. De wetenschappelijke naam van de soort is voor het eerst geldig gepubliceerd in 1840 door Calcara.